# Éric Descoeudres
Éric Descoeudres, né le 27 septembre 1910 à Bienne et mort le 23 mai 1987 à Yverdon, est un journaliste et pacifiste suisse.

## Biographie
Éric Descoeudres est né à Bienne dans une famille d’horlogers francophones, rattachés à l’Église libre du canton de Vaud[Quoi ?]. Il fait un apprentissage dans une banque et obtient un diplôme d’employé de commerce. Après avoir accepté ses premières obligations militaires (école de recrues et deux cours de répétition), il fait acte d’objection de conscience en 1933 : condamné trois fois avant d’être finalement exclu de l'armée, il passe au total onze mois en prison dont huit mois de pénitencier. Durant cette période, il épouse Lydia Schmid. 
Un compte rendu détaillé du troisième jugement devant un tribunal militaire paraît dans La Sentinelle en février 1936 : Descoeudres a effectué consciencieusement son école de recrues avant de refuser les cours de répétition, ses mobiles sont purement religieux et il n'y aucun doute sur sa profonde sincérité, il a refusé d'effectuer un service non armé car le service sanitaire est « un des rouages nécessaires de l'armée », le réquisitoire est sévère et demande une peine d’une année de prison « pour l’exemple », la condamnation se monte finalement à huit mois d’emprisonnement, deux ans de privation des droits civiques et à l’exclusion de l'armée car l’accusé « n'est plus apte moralement à servir ». 
Engagé dans le mouvement coopératif et syndical, il part en 1937 pour deux ans aux Pays-Bas, avec sa femme, et y travaille comme traducteur. De retour à Lausanne en 1939, il travaille pour la Société coopérative de consommation.
Il devient ami d'Edmond Privat, apprend l'espéranto, se lie aux socialistes chrétiens, sans s’affilier au parti.
Avant de travailler pour Coopération, il a accumulé une expérience de journaliste avec L'Essor, Coopérateur suisse, Solidarité, Servir et Nous voici.
De 1946 à 1975, il est rédacteur en chef de Coopération (hebdomadaire du groupe Coop). Lors de son élection à ce poste, un témoignage dans Le Journal du Jura le décrit comme « un jeune qui a gardé sa foi en l'avenir et qui jamais n’a désespéré de la bonne volonté des hommes et des lois du cœur ». Durant cette période, il influence la future conseillère fédérale Ruth Dreifuss qui est rédactrice à Coopération de 1961 à 1964. Elle décrit Éric Descoeudres comme un pacifiste radical, soutenant les Marches de Pâques et le mouvement contre l'armement nucléaire ; elle dit aussi qu’elle « pouvait faire passer des réflexions de nature internationale » dans ce journal.
En 1980, Éric Descoeudres habite depuis 30 ans à Bâle. Il comprend le dialecte, mais le parle difficilement. 
Il collabore au périodique humaniste et pacifiste L'Essor dès 1935. Il en est le rédacteur responsable de 1953 à 1985. Il est aussi président durant de nombreuses années des Amis de Danilo Dolci en Suisse.
Éric Descoeudres est frappé par une maladie qui le condamne à l’immobilité durant de longs mois, sans toucher ses facultés intellectuelles. Il meurt le 23 mai 1987 à Yverdon.

« Être minoritaire, pour moi, ne signifie pas être rebelle ou contestataire ; c'est bien plutôt, pour reprendre une parole de l’évangile, tendre à être le sel de la terre. C'est faire par obligation intérieure, par conviction, ce qu’on ne peut pas ne pas faire. Aux yeux du monde c’est un rôle ingrat, qui ne conduit ni aux honneurs, ni à la richesse ni au pouvoir. On ne le choisit pas. Il est imposé à quiconque donne la priorité à la quête du royaume : “Cherchez premièrement le royaume de Dieu et sa justice…” (Matthieu 6.33). »

— Éric Descoeudres

## Hommages
Jean-Claude Nicolet rédige la nécrologie parue dans Coopération : Éric Descoeudres « a été sa vie durant un homme de constance et de fidélité à ses idées, ses idéaux plus justement, dont la coopération dans son sens le plus profond constituait l’assise », ses convictions sociales « allant dans le sens de l’universalité d’un combat en faveur de la paix et de la fraternité ».
Pour Jeanlouis Cornuz de Domaine Public, Éric Descoeudres était « un homme infiniment sécurisant : il suffisait de regarder de quel côté il se trouvait pour savoir aussi où se trouvaient l’humanité, l’honneur, la générosité ». Il joua un rôle de premier plan concernant « l’égalité des droits de la femme, pour le service civil et l’objection de conscience, pour la paix et le désarmement, pour une réforme de l’enseignement et de l’éducation ».
Robert Junod, de l’équipe de L’Essor, témoigne de l’esprit de paix qui habitait Éric Descoeudres : « ses articles étaient certes combattifs, jamais provocants, jamais polémiques ni blessants. Mais ne nous y trompons pas. Sous leur liant, leur aisance, leur urbanité, il y avait une rigueur obstinée, la volonté de ne jamais abandonner la partie, fût-on à la veille de mourir ».

## Publications
- (eo) Éric Descoeudres, Libervola civila helpservo internacia, Berne, Libervola civila helpservo internacia, 1937, 16 p.Présentation du Service civil international
- (eo) Éric Descoeudres, Pierre Hirsch et Max-Henri Béguin, Tri prelegoj pri Gandhi kaj satjagraho okaze de la Jubileo Mahatma Gandhi en La Chaux-de-Fonds (Svisio), 23-24 nov. 1968, Laroque-Timbaut, La Juna Penso, 1971, 18 p., « Gandhi, la homo kiu ne timis »